# Röösa
Koordinaten: 58° 25′ N, 22° 56′ O
Röösa (deutsch Rösarshof) ist ein Dorf (estnisch küla) auf der größten estnischen Insel Saaremaa. Es gehört zur Landgemeinde Saaremaa (bis 2017: Landgemeinde Valjala) im Kreis Saare.
Das Dorf hat zwölf Einwohner (Stand 31. Dezember 2011). Es liegt 32 Kilometer nordöstlich der Inselhauptstadt Kuressaare.

## Geschichte
Der Ort wurde als Kronsgut zu Beginn des 18. Jahrhunderts auf Bauernland gegründet.